# Kriegsabzeichen für Minensuch-, U-Boot-Jagd- und Sicherungsverbände

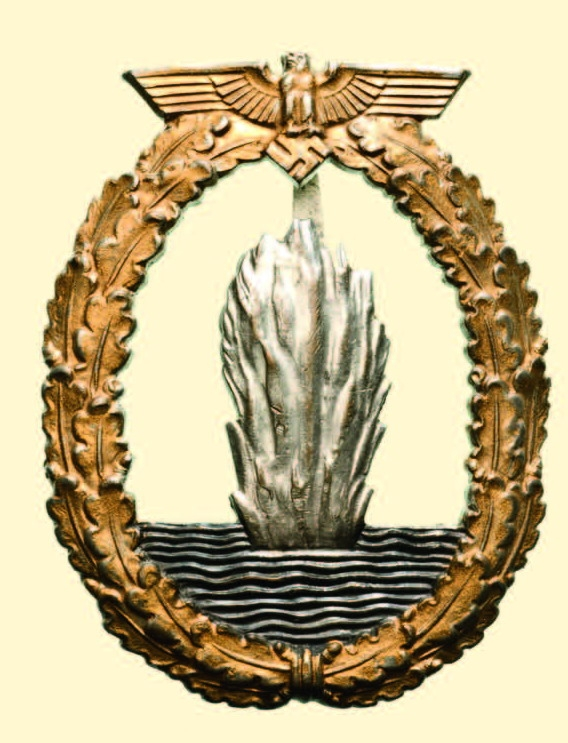
Kriegsabzeichen für Minensuch-, U-Boot-Jagd- und Sicherungsverbände

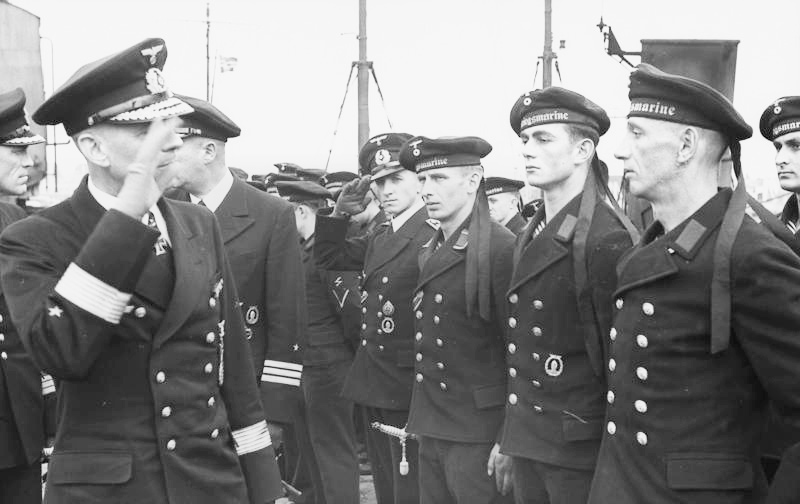
Korrekte Trageweise des Kriegsabzeichens am Waffenrock der Marinesoldaten erkennbar

Das Kriegsabzeichen für Minensuch-, U-Boot-Jagd- und Sicherungsverbände wurde am 31. August 1940 durch den Oberbefehlshaber der Kriegsmarine, Großadmiral Erich Raeder, gestiftet. Es konnte an alle Besatzungsmitglieder von Minensuch-, U-Boot-Jagd- und Sicherungsverbänden bei Erfüllung der vorgegebenen Tatbestände verliehen werden. Eine Verleihung postum war ausgeschlossen.

## Aussehen
Das ovale, aus Tombakbronze (später Feinzink) gefertigte Abzeichen zeigt mittig eine explodierende Seemine inmitten des Meeres. Die dabei entstehende Fontäne wurde vom Berliner Grafiker und Bildhauer Otto Placzek stilisiert wiedergegeben. Das so angebrachte Symbol der Minensuchboote wird von einem goldenen Eichenblattkranz umschlossen und zeigt oben einen Adler mit ausgebreiteten Schwingen, der in seinen Fängen ein Hakenkreuz hält. Bei der Brillantstufe der Auszeichnung wurde dieses Hakenkreuz durch ein größeres mit zwölf eingesetzten Brillanten ersetzt.

## Stiftungserlass
Der Stiftungserlass wurde am 11. September 1940 im Reichsgesetzblatt veröffentlicht. Sein voller Wortlaut war:
„Der harte und gefahrvolle Dienst der Minensuch- U-Boot-Jagd- und Sicherungsverbände, die mit ihren kleinen Fahrzeugen im Kampf gegen U-Boot, Minen und Fliegergefahr dauernd den Unbilden der Witterung ausgesetzt sind, verlangt von jeden Mann an Bord vollen Einsatz und hohe Nervenanspannung. Der Dienst ist besonders entsagungsvoll und zermürbend, da der Verwendungszweck es dem Einzelnen in den meisten Fällen nicht ermöglicht, sich im unmittelbaren Kampf gegen den Feind persönlich vor seinen Kameraden auszuzeichnen. In Anerkennung der verantwortungsvollen und erfolgreichen Tätigkeit dieser Streitkräfte ordne ich die Einführung eines Kriegsabzeichens für Minensuch-, U-Boot-Jagd- und Sicherungsverbände an.“

## Verleihungsbedingungen
Die Verleihungsbedingungen wurden im Marineverordnungsblatt vom 11. September 1940 veröffentlicht. Diese waren:
- I. Allgemeine Bedingungen
  - Würdigkeit, gute Führung, keine Arreststrafe in den letzten 6 Monaten
- II. Besondere Bedingungen
  - a) Teilnahme an drei Gefechten oder
  - b) besondere Auszeichnung bei Fahrten im Operationsgebiet oder sonstiger hervorragender Einzeltat oder
  - c) Teilnahme an einer hervorragenden Unternehmung nach Entscheidung des Flottenchefs bzw. Kommandierenden Admirals
- III. Die mit der Verleihung beauftragten Befehlshaber werden ermächtigt, gegebenenfalls im Einvernehmen mit dem entsprechenden Befehlshaber des anderen Bereichs an Stelle der vorstehend bezeichneten besonderen Bedingungen gleichwertige, der Eigenart des betreffenden Verbandes angepasste Bedingungen einzusetzen, z. B. für Minensuchverbände:
  - 60 Tage in See zur Erfüllung der dem betreffenden Verband obliegenden Kriegsaufgaben oder Räumen von scharfen Sperren an 10 verschiedenen Tagen oder Teilnahme an 25 Stichfahrten in minengefährlichen Gebiet oder 25 Tage Geleitzugdienst (Norwegen, Kattegat und Skagerrak und außerhalb Terschelling-Horns Riff) oder Legen von 10 Minensperren usw.
- IV. Ferner kann das Abzeichen verliehen werden:
  - a) an Überlebende eines Bootes, das durch Feindeinwirkung verlorengegangen ist oder
  - b) in besonderen Fällen an Verwundete (mit gleichzeitiger Verleihung des Verwundetenabzeichens)

## Erweiterte Verleihungsbedingungen
In den folgenden Monaten und Jahren erließ das Marineoberkommando mehrere ergänzende Verleihungsbedingungen, um auch diejenigen Marinesoldaten zu würdigen, die von den bisherigen Verleihungsbedingungen nicht erfasst worden waren. Diese waren:

### 23. Mai 1941
Ein Geheimer Ostseestationstagesbefehl betraf eine genauere Definition der Seegebiete, die die Verleihung des Kriegsabzeichens für Minensuch-, U-Boot-Jagd- und Sicherungsverbände eingrenzen sollte. Der Wortlaut dieser Verfügung war:
- 1. Nordsee:
  - a) Die innere Deutsche Bucht südlich 55° 38′Nord, östlich der Ostgrenze des deutschen Warngebietes (Westwall).
  - b) Das Seegebiet südlich der des deutschen Warngebiets (Westwall) bis 53° Nord.
  - c) Ein 12 sm breiter Streifen längs der jütländischen Küste zwischen 57° Nord und 55° Nord.
- 2. Ostsee:
  - a) Bis 10. April 1940 die gesamte Ostsee südlich der deutschen Warngebiete an den Ostseeausgängen und an dem Warngebiet Kleiner Belt (Ausnahme siehe unter Nr. 1 Buchstabe c)).
  - b) Ab 11. April 1940 die gesamte Ostsee, die Ostsee-Eingänge und das Kattegatt südlich 58°.
  - c) In der Zeit vom 1. September 1939 bis zum 5. Oktober 1939 die Ostsee nur westlich der Linie Swinemünde-Bornholm.
- 3. Westen:

Das Seegebiet der Wege Rosa und Rot sowie der Raum vor diesen Wegen küstenwärts außerhalb der Ansteuerungstonnen der Häfen und Flussmündungen.

### 28. April 1942
Ferner kann das Kriegsabzeichen für Minensuch-, U-Boot-Jagd- und Sicherungsverbände verliehen werden:
- an die ehemaligen Angehörigen des durch ein Unterseeboot-Torpedo versenkten Artillerie-Schulschiff Brummer. Das Schiff selber war am 14. April 1940 im Kattegat durch britische Seestreitkräfte versenkt worden.

### Mitte 1943
Der Oberbefehlshaber der Luftwaffe, Hermann Göring, verfügte Mitte 1943 mit einem Rundschreiben im Luftwaffenverordnungsblatt, vorbehaltlos die Trage- und Annahmeberechtigung des Abzeichens auch für Angehörige der Marine-Sicherungsverbände (d. h., Ju-52-Besatzungen), die truppendienstlich der Luftwaffe unterstanden. Dies war insofern bemerkenswert, als dass Göring bisher die Annahme von Abzeichen anderer Teilstreitkräfte der Wehrmacht kategorisch untersagt hatte.

## Kriegsabzeichen für Minensuch-, U-Boot-Jagd- und Sicherungsverbände mit Brillanten
Nach Verleihung des Eichenlaubes zum Ritterkreuz des Eisernen Kreuzes war es in der Kriegsmarine üblich, gleichzeitig auch das zuvor verliehene entsprechende Kampfabzeichen mit Brillanten zu verleihen. Folgt man dieser offiziellen Verleihungspraxis, so wäre das Kriegsabzeichen für Minensuch-, U-Boot-Jagd- und Sicherungsverbände mit Brillanten nur an vier Personen verliehen worden.
| Fregattenkapitän Karl-Friedrich Brill (Eichenlaubverleihung 18. November 1943 (330. Verleihung postum) Brillantstufe wurde der Witwe ausgehändigt) | Kapitän zur See Gerhard von Kamptz (Eichenlaubverleihung 14. April 1943 (225. Verleihung) Brillantstufe nie erhalten) | Fregattenkapitän Fritz Breithaupt (Eichenlaubverleihung 10. Februar 1944 (387. Verleihung) Brillantstufe nie erhalten) | Fregattenkapitän Karl Palmgren (Eichenlaubverleihung 11. Juli 1944 (523. Verleihung) Brillantstufe nie erhalten) |

### Anmerkung zur Verleihung an Karl-Friedrich Brill (postum)
Die Verleihung der Brillantstufe an Fregattenkapitän Karl-Friedrich Brill, Kommandant des Minenschiffes Juminda, stellt eine Besonderheit dar, da Brill das Eichenlaub am 18. November 1943 postum (330. Verleihung) erhielt. Das Abzeichen mit Brillanten erfolgte daher ebenfalls auch erst postum. Nach Aussage von Brills Witwe erhielt sie das Abzeichen mit Brillanten am 18. Mai 1944. Ein Foto des diesbezüglichen Schreibens des Admiralinspekteurs der Kriegsmarine (Raeder) sowie ein Bild des Abzeichens in Brillanten selber sind belegbar.

## Trageweise
Das Abzeichen wurde als Steckabzeichen auf der linken Brustseite in und außer Dienst zu allen Uniformen der Wehrmacht getragen. Er konnte auch zu allen Uniformen der Partei und des Staates getragen werden. Zur bürgerlichen Kleidung durfte eine verkleinerte Form (16 mm Nadel) der Auszeichnung am linken Rockaufschlag getragen werden. Bei Festanlässen war ein dementsprechender Miniaturanhänger zum Frackkettchen statthaft.

## Sonstiges
Laut Gesetz über Titel, Orden und Ehrenzeichen vom 26. Juli 1957 ist das Tragen der Auszeichnung in der Bundesrepublik Deutschland nur ohne Hakenkreuz gestattet.